# Orchis italica
Espèce
Statut CITES
Orchis italica est une espèce de plante herbacée de la famille des Orchidacées.